# Pánfilo de Narváez
Pánfilo de Narváez (1478–1528) spanyol konkvisztádor volt. Az 1520-as, Hernán Cortés-ellenes mexikói, illetve 1527-es katasztrofális floridai expedíciójáról ismert.
Narváez 1478-ban hercegként született a spanyolországi Cuéllarban, vagy Valladolidban (Kasztília). 1509-ben részt vett Jamaica elfoglalásában. 1512-ben Kubába távozott és Diego Velázquez de Cuéllarnak segített a szigetet elfoglalni, majd Bartolomé de Las Casas és Juan de Grijalva irányítása alatt felderítette Kuba keleti részeit.

## A mexikói küldetés
Narváez 1520-ban Diego Velázquez de Cuéllar, Kuba kormányzójának utasítására seregével elindult, hogy letartóztassa Hernán Cortést. Még ez év áprilisában 19 hajóval, 1200 emberrel és 60 lóval megérkezett Új-Spanyolországba (ma Mexikó). Ötszörös túlereje ellenére Narváez vereséget szenvedett, seregét megsemmisítették, ő maga pedig öt évre Cortés fogságába esett. A csatában ráadásul egyik szemére meg is vakult.

## A floridai expedíció

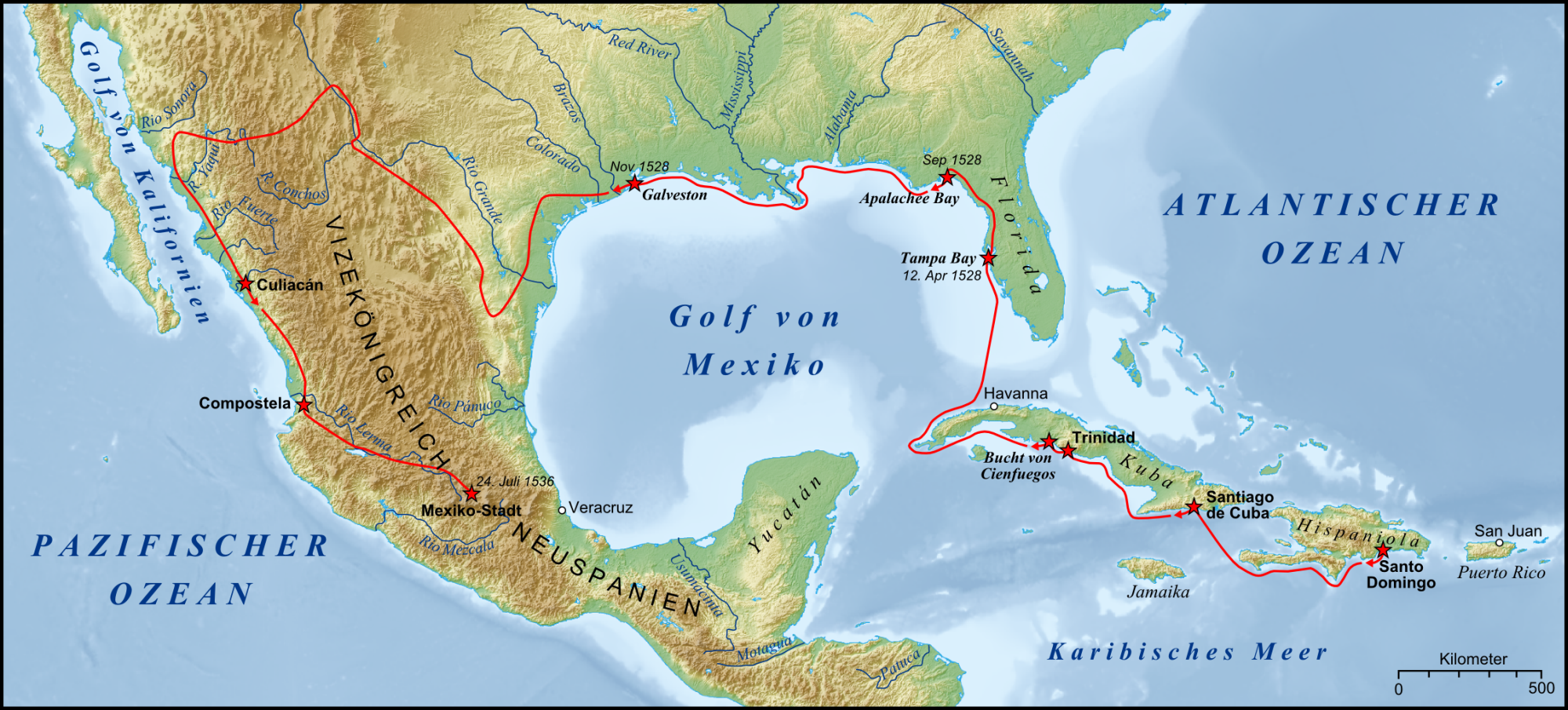
A térkép a Narváez expedíció útját ábrázolja 1528 novemberéig. Galveston szigetétől fogva a túlélők, Cabeza de Vaca, Alonso del Castillo, Andres Dorantes és Estevanico az utat gyalog tették meg.

Szabadulását követően visszatért Spanyolországba, és panaszt tett Cortes ellen. V. Károly spanyol király kinevezte Narváez-t Florida adelantadójává. 1527. június 17-én Sanlúcar de Barramedából indult útnak öt hajóból álló flottával és 600 emberrel. Az expedíció a tengeri viharok miatt jelentősen meggyengülve 1528 áprilisában érte el Florida partjait. Narváez Rio de las Palmas közelében 300 emberrel szállt partra.
Ezt követően északra, az Appalache indiánok területe felé vették az irányt. Mivel nem találtak aranyat és belefáradtak az indiánokkal való ellenségeskedésbe, Narváez parancsba adta az embereinek, hogy építsenek négy tutajt, amelyekkel elérhetik a tengerpartot. A konkvisztádor azt tervezte, hogy miután majd visszatérnek többi társukhoz, Mexikó felé veszik az irányt. A tutajok közül azonban kettőt egy hirtelen jött vihar elpusztított. Narváez és legtöbb embere életét vesztette. A csapást túlélt nyolcvan ember gyalog indult el Mexikóba, azonban többségük éhen halt. Mindössze négy ember (Alvar Nunez Cabeza de Vaca, Alonso del Castillo Maldonando, Andrés Dorantes de Carranza és egy Estevanico nevű rabszolga) élte túl az utat, akik többéves utazás után, 1536-ban Culiacán mellett végre elérték az egyik spanyol kolóniát.